# Michael Matthews (director)
Michael Matthews es un cineasta, productor y guionista sudafricano, reconocido por dirigir las películas Five Fingers for Marseiles (2017) y Love and Monsters (2020). La primera ganó el premio a mejor largometraje en la decimocuarta edición de los Premios de la Academia del Cine Africano, y la segunda fue incluida en el catálogo de la plataforma de streaming Netflix con gran aceptación de crítica y público en general, y una nominación a los Premios Óscar en la categoría de mejores efectos visuales.

## Carrera
Matthews inició su carrera en la dirección y producción cinematográfica a finales de la década de 2010 con el cortometraje Wideopen, el cual produjo, escribió y dirigió. Un año después estrenó un nuevo corto, titulado Sweetheart. Su exposición internacional llegó en 2017, cuando dirigió, produjo y coescribió Five Fingers for Marseilles, un filme al estilo wéstern que se convirtió en su ópera prima. Con las actuaciones de Vuyo Dabula, Zethu Dlomo, Hamilton Dhlamini y Mduduzi Mabaso, la película fue exhibida en la sección Discovery del Festival Internacional de Cine de Toronto en 2017 y ganó el premio en la categoría de mejor película en la decimocuarta edición de los Premios de la Academia del Cine Africano, celebrados el 20 de octubre de 2018 en Kigali, Ruanda. Bien recibida por la crítica, la cinta cuenta con un 76% de aprobación en el portal especializado en reseñas Rotten Tomatoes.
En 2020 llegó a una audiencia mucho más amplia luego de dirigir el largometraje Love and Monsters, basado en un guion de Brian Duffield y Matthew Robinson. En esta ocasión contó con un reparto internacional conformado por Dylan O'Brien, Jessica Henwick, Michael Rooker, Dan Ewing, Ariana Greenblatt y Ellen Hollman. Aunque su estreno estaba previsto para el mes de marzo de 2020, la pandemia del Covid-19 impidió su llegada a los cines, ocasionando su estreno en las plataformas digitales en 2021. En Rotten Tomatoes, Love and Monsters cuenta con una aprobación del 93% con base en 100 reseñas. Su consenso afirma: «Liderada por una encantadora actuación de Dylan O'Brien, Love and Monsters se adentra en el apocalipsis y encuentra una aventura de acción con una sorprendente profundidad emocional».

## Filmografía

### Largometrajes
| Año  | Título                      | Director | Productor | Escritor |
| ---- | --------------------------- | -------- | --------- | -------- |
| 2017 | Five Fingers for Marseilles | Sí       | Sí        | Historia |
| 2020 | Love and Monsters           | Sí       | No        | No       |

### Cortometrajes
| Año  | Título             | Director | Productor |
| ---- | ------------------ | -------- | --------- |
| 2009 | Wideopen           | Sí       | Sí        |
| 2010 | Sweetheart         | Sí       | Sí        |
| 2018 | Apocalypse Now Now | Sí       |           |